# Energija nuklearne fuzije
Energija nuklearne fuzije je energija koja se dobija nuklearnom fuzijom. Kod nuklearne fuzije, dva lagana atomska jezgra se spoje da stvore jedno teže jezgro, i uz to se oslobađa velika količina energije. Dobijena energija bi trebalo da se koristi za dobijanje toplote, kojom se može pokretati parna turbina, koja zatim pokreće generator i stvara električnu energiju. Slično se koristi i nuklearna fisija u elektranama koje koriste nuklearnu energiju.

## Oblici energije fuzije
Osnovna ideja za stvaranje energije fuzije je da se dovedu dva ili više jezgara atoma dovoljno blizu, da može da deluje jaka nuklearna sila, koja može da stvori novo veće jezgro, i koja je na maloj udaljenosti jača od elektrostatičkih odbojnih sila. Ako se dva laka jezgra spoje, stvara se jedno novo jezgro, koja ima uglavnom nešto manju masu nego suma dva početna jezgra. Razlika u masi se oslobađa kao energija prema formuli Alberta Ajnštajna, ekvivalenciji mase i energije 2. Kod velikih atoma, jezgro koja se stvara će imati veću masu od sume dva ulazna jezgra, tako da je potrebna velika spoljašnja energija. Granica je gvožđe-56. Iznad te granice nuklearna energija se može dobiti nuklearnom fisijom, a ispod te granice nuklearnom fuzijom.
Fuzija između dva jezgra je suprotna po delovanju elekrostatičkoj sili, i zato da bi došlo do nuklearne fuzije, prvo treba savladati Kulonovu barijeru, a za to je potreban vanjski izvor energije. Najjednostavniji način je da se atomi greju, nakon čega se elektroni odvajaju, i jezgra ostanu slobodna. U većini eksperimenata, jezgra i elektroni ostaju u obliku plazme. Temperatura koja je potrebna da se stvori plazma je zavisna od količine električnog naboja, tako da vodonik ostaje bez elektrona na najnižoj temperaturi. Osim toga, helijum je vrlo pogodan za nuklearnu fuziju. 
Fuzijska reakcija može da održava samu sebe ukoliko se dovoljna količina proizvedene energije koristi za održavanje goriva na visokoj temperaturi. Pošto su plazme vrlo dobri električni provodnici, magnetna polja mogu takođe da zadržavaju fuzijsko gorivo. Zavisnost broja fuzija u jedinici vremena i po jedinici zapremine <σv> zavisi od temperature u uređaju. Sa određenim vremenom zadržavanja energije, ona se izvodi uzimajući u obzir Losonov kriterijum. Losonov kriterijum je važna mera sistema koja definiše uslove koji su potrebni za fuziju, da dostigne paljenje, kada je grejanje plazme zbog fuzije dovoljno da održava temperaturu plazme, s obzirom na gubitke grejanja, bez dovođenja vanjske energije. 

### Nuklearna fuzija D-T (deuterijum – tricijum)
Prema Losonovom kriterijumu, fuzija D-T je najlakša i najobećavajuća za dobijanje energije nuklearne fuzije: 
Deuterijum (vodonik-2) je izotop vodonika koji je vrlo zastupljen na Zemlji. Tricijum (vodonik-3) je izotop vodonika koji se u prirodi pojavljuje u samo neznatnim količinama, zato što je njegovo radioaktivno vreme poluraspada 12,32 godine. Zbog toga, potreban je dodatni „uzgoj” tricijuma, koji se može dobiti od litijuma:
Neutron koji reaguje sa litijumom se može dobiti iz fuzije D-T. Reakcija sa 6Li je egzotermna, sa malom količinom oslobođene energije. Reakcija sa 7Li je endotermna, ali ne konzumira neutron. Većina reaktora koristi mešavinu litijumovih izotopa. Nedostatak je što je dostupnost litijuma ogranićena zbog povećane proizvodnje litijumovih baterija. 
Nekoliko nedostataka je značajno za nuklearnu fuziju D-T:
- Dobija se značajna količina neutrona, koja rezultira sa indukovanoj radioaktivnosti (kada stabilan materijal postaje radioaktivan zbog izloženosti radijaciji) unutar strukture reaktora.[2]
- Korištenje fuzije D-T zavisi od količine litijuma u prirodi, koji je zanatno puno manje dostupan od deuterijuma [2]
- Tricijum je vrlo teško držati u spremniku; uvek se može desiti da određena količina pobegne u prirodu. Pretpostavke su da bi to moglo da prestavlja prilično ozbiljan problem radioaktivnog zagađenja okoline[3]
- Protok neutrona u D-T reaktoru je oko 100 puta veći nego kod postojećih reaktora na nuklearnu fisiju, što prestavlja problem za materijale reaktora. Konstrukcija pogodnog materijala je još u toku i očekuju se rezultati sa projekta ITER.

### Nuklearna fuzija(deuterijum – deuterijum)
Ova nuklearna fuzija ima dva oblika, od kojih svaki ima skoro jednaku verovatnoću:
Optimalna temperature je 15 keV, samo nešto više nego kod D-T fuzije. Prvi oblik ne stvara neutrone, ali stvara tricijum, tako da nije potrebno dodatno stvaranje tricijuma ili uvođenje litijuma. Većina tricijuma će izgoriti pre nego što napusti reaktor, što smanjuje problem sa njegovim rukovanjem, ali isto znači da se stvara više neutrona, od kojih su neki visoko energetski. Neutroni drugog oblika imaju energiju od samo 2,45 MeV, dok neutroni iz D-T fuzije imaju energiju od 14,1 MeV, koja rezultira u većem stupnju stvaranja izotopa i uništenja materijala. Nedostatak ovog procesa u odnosu na D-T fuziju je da energija samoodržavanja plazme (kod istog pritiska) mora biti 30 puta bolja, i dobijena energija (kod istog pritiska i zapremine) je 68 puta manja.

### Nuklearna fuzija(deuterijum – helijum-3)
Noviji pristup kontrolisanog dobijanja energije fuzije uključuje kombinaciju helijum-3(3He) i deuterijuma (2H). Ta reakcija stvara helijum-4 jezgro (4He) i visoko energetski proton. Ova reakcija se zove aneutronska fuzija, budući da dobijeni neutroni ne nose više od 1% oslobođene energije. Većina dobijene energije se oslobađa preko naelektrisanih čestica, smanjujući radijaciju kućista reaktora. U praksi, od aneutronskih fuzija, fuzija  je ipak povoljnija. 

### Nuklearna fuzija(proton – bor-11)
Kada bi aneutronska fuzija bila cilj, onda najviše obećava fuzija vodonika-1(proton) i bora:
Ova fuzija bi rezultirala sa samo 0,1% dobijene energije koju bi nosili neutroni. Optimalna temperatura bi bila kod 123 keV, što je oko 10 puta više nego kod čisto vodikove fuzije, dodatna energija samoodržavanja trebalo bi da bude 500 puta veća i dobijena energija bi bila oko 2500 puta manja od D-T fuzije.

## Istorija istraživanja
Prva ideja korištenja energije nuklearne fuzije je bila za dobijanje nuklearnog oružja, u obliku hidrogenske bombe, gde se prvo koristi energija nuklearne fisije za zagrevanje i stvaranje pritiska na gorivo, čime započinje nuklearna fuzija, koja oslobađa veliku količinu neutrona. Hidrogenska bomba je oslobađala oko 500 puta više energije nego prve atomske bombe na nuklearnu fisiju. 
Prvi pokušaji da se dobije energija iz nuklearne fuzije su započeli 1946. u Velikoj Britaniji, gde su Džordž Padžet Tomson i Mozes Blekman prvi put objasnili pojam stezanja (engl. pinch), sabijanja električnog polja sa magnetnom silom. Napravljeni su ZETA i Sceptre uredaji na tom principu. Slični eksperimenti su počeli u SAD i Sovjetskom Savezu. Na Univerzitetu Prinston su napravili stelarator, a u Kaliforniji su započeli s idejom „magnetskog ogledala”. 
Osim tih prvih pokušaja, dva su nova pristupa obeležila razvoj dobijanja energije iz nuklearne fuzije. Prvi je bio tokamak, koji se razvio u Sovjetskom Savezu i koji je kombinovao stelarator i pinč, i većina novih istraživanja se bazira na tom pristupu. U kasnim 1960-tim, u SAD se razvila ideja „mehaničke” fuzije s korištenjem lasera. Na kraju, nakon više od 50 godina istraživanja, još ni jedan uređaj nije napravljen koji bi na komercionalnoj bazi proizvodio energiju za tržiste.

## Literatura
- Baheti, Prashant Prakashchandra (2003). Evaluating a Software Engineering Knowledge Base.
- Clery, Daniel (29. 7. 2014). A Piece of the Sun: The Quest for Fusion Energy. The Overlook Press. стр. 1—. ISBN 978-1-4683-1041-2.
- Dean, Stephen O. (5. 1. 2013). Search for the Ultimate Energy Source: A History of the U.S. Fusion Energy Program. Springer Science & Business Media. ISBN 978-1-4614-6037-4.
- Molina, Andrés de Bustos (29. 8. 2013). Kinetic Simulations of Ion Transport in Fusion Devices. Springer International Publishing. ISBN 978-3-319-00421-1.
- Pfalzner, Susanne (2006). An Introduction to Inertial Confinement Fusion. USA: Taylor & Francis. ISBN 978-0-7503-0701-7.
- Voss, David (1. 3. 1999). „What Ever Happened to Cold Fusion”. Physics World. ISSN 0953-8585. Архивирано из оригинала 12. 01. 2012. г. Приступљено 1. 5. 2008.
- Kruglinski, Susan (3. 3. 2006). „Whatever Happened To... Cold Fusion?”. Discover Magazine. ISSN 0274-7529. Приступљено 20. 6. 2008.
- Choi, Charles (2005). „Back to Square One”. Scientific American. Приступљено 25. 11. 2008.
- Feder, Toni (januar 2005). „Cold Fusion Gets Chilly Encore”. Physics Today. 58 (1): 31. Bibcode:2005PhT....58a..31F. doi:10.1063/1.1881896.
- Hagelstein, Peter L.; McKubre, Michael; Nagel, David; Chubb, Talbot; Hekman, Randall (2004), New Physical Effects in Metal Deuterides (PDF), Washington: US Department of Energy, Архивирано из оригинала (PDF) 6. 1. 2007. г. (manuscript)
- U.S. Department of Energy (2004), Report of the Review of Low Energy Nuclear Reactions (PDF), Washington, DC: U.S. Department of Energy, Архивирано из оригинала (PDF) 26. 2. 2008. г., Приступљено 19. 7. 2008
- Goodstein, David (1994), „Whatever happened to cold fusion?”, American Scholar, 63 (4): 527—541, ISSN 0003-0937, Архивирано из оригинала 16. 05. 2008. г., Приступљено 25. 5. 2008
- Close, Frank E. (1992), Too Hot to Handle: The Race for Cold Fusion (2 изд.), London: Penguin, ISBN 978-0-14-015926-4
- Beaudette, Charles G. (2002), Excess Heat & Why Cold Fusion Research Prevailed, South Bristol, Maine: Oak Grove Press, ISBN 978-0-9678548-3-0
- Van Noorden, R. (april 2007), „Cold fusion back on the menu”, Chemistry World, ISSN 1473-7604, Приступљено 25. 5. 2008
- Taubes, Gary (1993). Bad Science: The Short Life and Weird Times of Cold Fusion. New York: Random House. ISBN 978-0-394-58456-0.
- Browne, M. (3. 5. 1989), „Physicists Debunk Claim Of a New Kind of Fusion”, New York Times, Приступљено 25. 5. 2008
- Adam, David (24. 3. 2005),  Rusbringer, Alan, ур., „In from the cold”, The Guardian, London, Приступљено 25. 5. 2008
- Platt, Charles (1998), „What if Cold Fusion is Real?”, Wired Magazine (6.11), Приступљено 25. 5. 2008
- Hutchinson, Alex (8. 1. 2006), „The Year in Science: Physics”, Discover Magazine (online), ISSN 0274-7529, Приступљено 20. 6. 2008
- Adam, David (24. 3. 2005),  Rusbringer, Alan, ур., „In from the cold”, The Guardian, London, Приступљено 25. 5. 2008
- Alfred, Randy (23. 3. 2009). „March 23, 1989: Cold Fusion Gets Cold Shoulder”. Wired. Архивирано из оригинала 4. 1. 2014. г.

## Spoljašnje veze
- Latest Fusion Energy Research News
- International Thermonuclear Experimental Reactor (Iter) fusion reactor work gets go-ahead (BBC news May 2006)
- U.S. Fusion Energy Science Program